# William W. Wheaton
William W. Wheaton (New Haven, 5 de abril de 1833 — 11 de novembro de 1891) foi um atacadista merceeiro, prefeito de Detroit, Michigan, presidente da Convenção do Estado Democrático de Michigan e representante estadual.

## Biografia
William W. Wheaton nasceu em New Haven, Connecticut, em 5 de abril de 1833, filho de John e Orit Johnson Wheaton. Seu pai morreu em 1844, deixando o jovem Wheaton para cuidar de sua mãe. Ele frequentou a escola em New Haven e Hartford, Connecticut, e aos dezesseis anos começou a trabalhar no estabelecimento atacadista de Charles H. Northam & Co.
Depois de ganhar alguma experiência na Northam & Co. e ascender ao cargo de contador e balconista confidencial, Wheaton mudou-se para Detroit em 1853 e ingressou na Moore, Foote e Co., mercearias atacadistas. Em 1855, ele se tornou o sócio júnior da Farrand & Wheaton, atacadista e farmacêutico, e em 1859, quando a Farrand & Wheaton foi dissolvida, ele partiu por conta própria e formou a Wheaton & Co. Nos anos seguintes, Wheaton assumiu diferentes parceiros, tornando-se Wheaton & Peek em 1862, WHeaton, Leonard e Burr em 1863 e Wheaton & Poppleton em 1869. Over the next few years, Wheaton took on different partners, becoming Wheaton & Peek in 1862, WHeaton, Leonard, and Burr in 1863, and Wheaton & Poppleton in 1869. Em 1873, ele se tornou tesoureiro da Marquette & Pacific Rolling Mill Company.
Em 1866, Wheaton concorreu ao Senado estadual e perdeu por apenas doze votos. Mais tarde, ele concorreu à prefeitura de Detroit e foi eleito duas vezes, cumprindo dois mandatos de dois anos de 1868 a 1871. Ele também atuou como presidente da Convenção do Estado Democrata, embora a nomeação de Horace Greeley para presidente posteriormente o azedou na política. No entanto, Wheaton voltou à política e foi eleito deputado estadual em 1889.
Wheaton casou-se com Maria Lavinia Ackerman; o casal teve duas filhas: Ida (nascida em 1856) e Maria (nascida em 1859).
William W. Wheaton morreu no Harper Hospital em 11 de novembro de 1891.